# Guchin-Us sum
Guchin-Us (mongol cyrillique : Гучин-Ус сум translittération : kharkhorin sum) est un sum de la l'aïmag d'Övörkhangai, en Mongolie.